# ویتوریو متز
ویتوریو متز (ایتالیایی: Vittorio Metz؛ ۱۸ ژوئیهٔ ۱۹۰۴ – ۱۱ مارس ۱۹۸۴) کارگردان و فیلم‌نامه‌نویس اهل ایتالیا بود.
وی کارگردان فیلم میلیاردر میلان و نویسنده توتو تارزان، شاهزاده سیندرلا، یک توپ و یازده مرد، به من نگو!، عاشق مجنون‌وار، زیباترین زوج جهان و آدم و حوا بوده است.